# Chiswell
Koordinaten: 50° 34′ N, 2° 27′ W

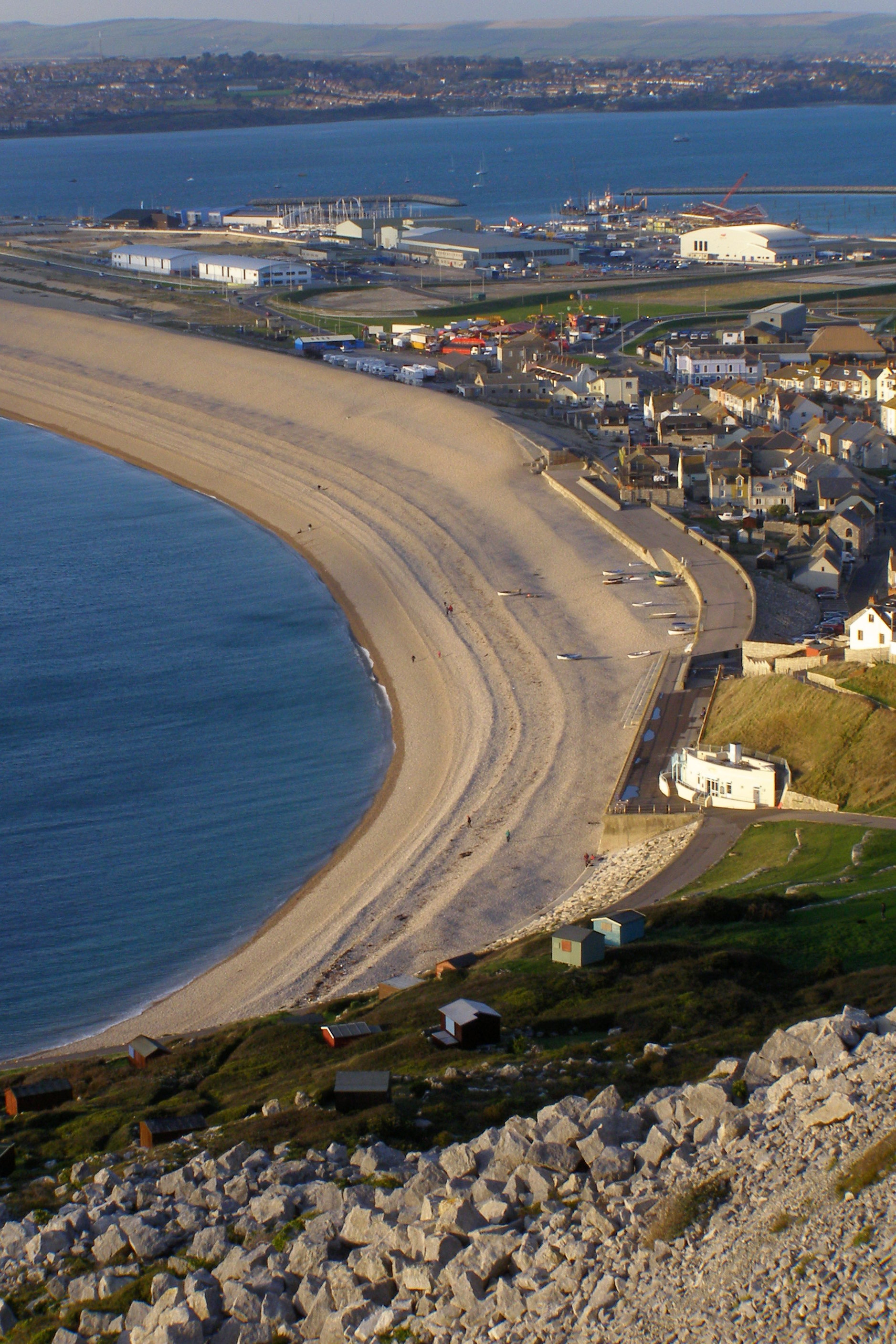
Chesil Cove

Chiswell ist ein kleiner Ort auf der Isle of Portland unmittelbar vor der Südküste Englands. Es gehört zur Grafschaft Dorset.
Das frühere Fischerdorf ist heute mit Fortuneswell, dem größten Ort der Insel Portland, zusammengewachsen. Die tiefer liegenden Ortsteile auf dem flachen, sich kaum aus dem Meer erhebenden Land werden zu Chiswell gerechnet, während das eigentliche Fortuneswell sich den Hügel hinauf zieht. Chiswell – der Name wird auch wie Chisel oder Chesil ausgesprochen – markiert das südliche Ende der Chesil Beach, einer als Weltnaturerbe ausgewiesenen Küstenformation, die hier in einem Chesil Cove genannten Abschnitt ausläuft.